# Madeline Zima
Madeline Rose Zima (New Haven, 16 settembre 1985) è un'attrice statunitense nota per aver interpretato Grace Sheffield nella sitcom CBS La tata, Mia Lewis nella commedia drammatica di Showtime Californication e Gretchen Berg nella serie di NBC Heroes.

## Biografia

### Primi anni
Madeline è nata a New Haven, Connecticut, da Marie e Dennis Zima, in una famiglia di discendenze polacche da parte della nonna materna e il cui cognome significa appunto "inverno" in lingua polacca. Ha due sorelle minori, Vanessa e Yvonne, anch'esse attrici.

### Carriera
La sua carriera da attrice è iniziata a due anni comparendo in uno spot televisivo per l'ammorbidente Downy. mentre nel 1993 ha ottenuto il ruolo della piccola Grace Sheffield nella sitcom La tata, che ha ricoperto per i successivi sei anni fino al termine della serie, nel 1999. Ha inoltre iniziato a comparire sin dalla tenera età in vari film come La mano sulla culla, A Cinderella Story, Looking for Sunday, Dimples, Legacy e The Collector.
Nel 2007 ha interpretato la sedicenne sessualmente precoce Mia Lewis in Californication, ruolo in netto contrasto con le sue precedenti interpretazioni televisive, nel corso del quale ha avuto una scena di sesso con David Duchovny mostrandosi a seno nudo. Zima ha interptetato il ruolo di Mia per le prime due stagioni della serie, dopodiché è apparsa come guest star nella terza e nella quarta, apparendo inoltre in vari webisodi collegati alla serie ed editi su YouTube per la promozione del libro fittizio scritto dal suo personaggio.
Contemporaneamente è apparsa come ospite sia nella seconda stagione di Una mamma per amica che in quella di Ghost Whisperer - Presenze. Mentre nel 2009 è entrata a far parte del cast ricorrente della quarta stagione di Heroes nei panni di Gretchen Berg, la nuova compagna di stanza bisessuale di Claire Bennet con una cotta per lei. Zima è inoltre stata protagonista di un episodio di Law & Order - I due volti della giustizia e ha fatto da comparsa in Grey's Anatomy, JAG - Avvocati in divisa, Il tocco di un angelo, The Vampire Diaries e  Grimm. Nel 2012 è stata protagonista dell'episodio pilota ABC Gilded Lilys, che tuttavia è stato scartato dall'emittente, nel 2017 è apparsa in Twin Peaks, revival della serie omonima degli anni novanta, mentre nel 2019, assieme alla sorella Yvonne, ha partecipato al podcast The Blondes, ispirato al romanzo omonimo di Emily Schultz.
Nel 2020 è comparsa nel primo episodio di Perry Mason, mentre l'anno dopo in NCIS: Hawai'i. Nel corso del 2022 ha interpretato il ruolo ricorrente di Casey Brinke / Space Case in Doom Patrol; l'anno successivo è invece entrata a far parte del cast di Subservience, al fianco di Megan Fox.

## Filmografia

### Attrice

#### Cinema
- La mano sulla culla (The Hand That Rocks the Cradle), regia di Curtis Hanson (1992)
- Missili per casa (Mr. Nanny), regia di Michael Gottlieb (1993)
- The Last Supper, regia di Daryl Hannah - cortometraggio (1993)
- Solo se il destino (Til There Was You), regia di Scott Winant (1997)
- Second Chances, regia di James Fargo (1998)
- The Rose Sisters, regia di Karen Leigh Hopkins (1998)
- La casa dei ricordi (The Secret Path), regia di Bruce Pittman (1999)
- The Big Leaf Tobacco Company, regia di Allan Rich - cortometraggio (2001)
- A Cinderella Story, regia di Mark Rosman (2004)
- Looking for Sunday, regia di Mark Piznarski (2006)
- Dimples, regia di Dusty DePree (2008)
- Legacy, regia di Irving Rothberg (2008)
- Streak, regia di Demi Moore - cortometraggio (2008)
- The Collector, regia di Marcus Dunstan (2009)
- Trance, regia di Hans Rodionoff (2010)
- First Dates, regia di Sam Wasserman (2010)
- Questioni di famiglia (The Family Tree), regia di Vivi Friedman (2011)
- Crazy Eyes, regia di Adam Sherman (2012)
- Breaking the Girls, regia di Jamie Babbit (2013)
- Crazy Kind of Love, regia di Sarah Siegel-Magness (2013)
- #Stuck, regia di Stuart Acher (2014)
- Viaggio da paura (From A to B), regia di Ali F. Mostafa (2015)
- Weepah Way for Now, regia di Stephen Ringer (2015)
- Painkillers, regia di Roxy Shih (2018)
- Bombshell - La voce dello scandalo (Bombshell), regia di Jay Roach  (2019)
- Bliss, regia di Mike Cahill (2021)
- Insight, regia di Livi Zheng (2021)
- Hypochondriac, regia di Addison Heimann (2022)
- Diary of a Spy, regia di Adam Christian Clark (2022)
- Subservience, regia di S.K. Dale (2024)

#### Televisione
- La tata (The Nanny) - serie TV, 145 episodi (1993-1999)
- Law & Order - I due volti della giustizia (Law & Order) - serie TV, episodio 3x11 (1993)
- JAG - Avvocati in divisa (JAG) - serie TV, episodio 1x11 (1996)
- Il tocco di un angelo (Touched by an Angel) - serie TV, episodio 4x04 (1997)
- La casa dei ricordi (The Secret Path), regia di Bruce Pittman - film TV (1999)
- Chicken Soup for the Soul - serie TV, episodio 1x51 (1999)
- Senza lasciare tracce (Lethal Vows), regia di Paul Schneider - film TV (1999)
- L'orchestra di Sandy Bottom (The Sandy Bottom Orchestra), regia di Bradley Wigor – film TV (2000)
- The Nightmare Room - serie TV, episodi 1x06 - 1x07 (2001)
- Una mamma per amica (Gilmore Girls) - serie TV, episodio 2x07 (2001)
- Lucy, regia di Glenn Jordan - film TV (2003)
- Settimo cielo (7th Heaven) - serie TV, episodio 8x09 (2003)
- Squadra Med - Il coraggio delle donne (Strong Medicine) - serie TV, episodio 5x11 (2004)
- 3 libbre (3 lbs.) - serie TV, episodio 1x01 (2007)
- Ghost Whisperer - Presenze (Ghost Whisperer) - serie TV, episodio 2x15 (2007)
- Grey's Anatomy - serie TV, episodio 4x08 (2007)
- Californication - serie TV, 28 episodi (2007-2011)
- 5 or Die, regia di Tom Holland - cortometraggio televisivo (2008)
- Heroes - serie TV, 11 episodi (2009-2010)
- My Boys - serie TV, episodio 4x04 (2010)
- My Own Love Song, regia di Olivier Dahan - film TV (2010)
- Royal Pains - serie TV, episodio 3x09 (2011)
- Ritorno al lago (Lake Effects), regia di Michael McKay - film TV (2012)
- Big City - serie TV, episodio 1x03 (2012)
- The Vampire Diaries - serie TV, episodio 4x08 (2012)
- Second Sight, regia di Michael Cuesta - film TV (2013)
- Gilded Lilys, regia di Brian Kirk - film TV (2013)
- Betas - serie TV, 6 episodi (2013-2014)
- Grimm - serie TV, episodio 5x04 (2015)
- Lo stalker della finestra di fronte (I Am Watching You), regia di Maureen Bharoocha - film TV (2016)
- Twin Peaks - serie TV (2017)
- You - serie TV, episodio 2x06 (2019)
- Good Girls - serie TV, episodi 3x08-3x09 (2020)
- Perry Mason - serie TV, episodio 1x01 (2020)
- NCIS: Hawai'i - serie TV, episodio 1x05 (2021)
- Hacks - serie TV, episodio 1x05 (2021)
- In Treatment - serie TV, episodio 4x02 (2021)
- Doom Patrol - serie TV, 5 episodi (2022-2023)
- High Potential – serie TV, episodio 1x04 (2024)

### Doppiatrice
- King of the Hill - serie TV, episodi 5x20-6x01 (2001)
- Un mostro a Parigi (Un monstre à Paris), regia di Bibo Bergeron (2011)

## Doppiatrici italiane
Nelle versioni in italiano delle opere in cui ha recitato, Madeline Zima è stata doppiata da:
- Gemma Donati ne L'orchestra di Sandy Bottom, Cinderella Story, Missili per casa
- Mattea Serpelloni in Lo stalker della finestra di fronte, You
- Domitilla D'Amico in Californication, High Potential
- Alida Milana ne La Tata
- Maria Letizia Scifoni in Ghost Whisperer - Presenze
- Francesca Manicone in Grey's Anatomy
- Emanuela Damasio in Heroes
- Perla Liberatori in La mano sulla culla
- Letizia Ciampa in The Vampire Diaries
- Elena Perino in Twin Peaks
- Sara Ferranti in NCIS: Hawai'i
- Ughetta d'Onorascenzo ne In Treatment